# Grande Allée (Montérégie)
 (mars 2019).
Si vous disposez d'ouvrages ou d'articles de référence ou si vous connaissez des sites web de qualité traitant du thème abordé ici, merci de compléter l'article en donnant les références utiles à sa vérifiabilité et en les liant à la section « Notes et références ».
Grande Allée est une artère majeure de la Rive-Sud de Montréal en Montérégie, au Québec au Canada.

## Situation et accès
Elle est située principalement dans l'arrondissement Saint-Hubert de la ville de Longueuil, mais possédant également de longs tronçons à Brossard et Carignan, une section plus courte est située dans l'arrondissement longueuillois de Greenfield Park. 
Grande Allée débute à l'intersection du chemin Salaberry à Carignan comme une route de campagne. Peu au nord de la rue Jean-Vincent, la route sert de frontière entre la ville de Brossard et l'arrondissement Saint-Hubert de la ville de Longueuil. À partir de l'autoroute 30 vers le nord, le boulevard devient urbain et délimite toujours Brossard et Saint-Hubert jusqu'aux rues Bellevue (extrémité sud) de Greenfield Park et Alma de Brossard. Entre les rues Bellevue (extrémité sud) / Alma et Bellevue (extrémité nord) / Adam, l'artère sépare Brossard de l'arrondissement Greenfield Park. Au nord de la rue Bellevue (extrémité nord), la Grande Allée est située entièrement dans le quartier Laflèche de Saint-Hubert jusqu'à sa fin à la hauteur d'une bretelle d'accès de la route 116 est.

## Origine du nom
L'origine de ce nom et, le cas échéant, sa signification n'ont pu être déterminées jusqu'à présent.

## Historique
Autrefois connue sous le nom de « chemin de la Côte Noire », elle est passée d'un simple chemin rural à une route urbaine avec le développement de la région.